# Midori-ku (Nagoya)
Midori (緑区 Midori-ku?) es un barrio de la ciudad de Nagoya, en la prefectura de Aichi, Japón. En octubre de 2019 tenía una población estimada de 247.475 habitantes y una densidad de población de 6.528 personas por km². Su área total es de 37,91 km².

## Demografía
Según los datos del censo japonés, esta es la población de Midori en los últimos años.
| 1995    | 2000    | 2005    | 2010    | 2015    |
| ------- | ------- | ------- | ------- | ------- |
| 190.936 | 206.862 | 216.545 | 229.592 | 241.822 |